# Presidentvalet i Chile 1970
Presidentvalet i Chile 1970 hölls den 4 september. Salvador Allende som kandiderade för en koalition av vänsterpartier, Unidad Popular, fick relativ majoritet i valet. Eftersom han inte fick absolut majoritet krävdes en omröstning i kongressen. Kongressen godkände Allende som president med siffrorna 153-35 den 24 oktober. Att en öppen marxist vann ett demokratiskt val var banbrytande, vilket genast väckte farhågor om att en kupp skulle utföras mot Allende. Efter att Allende, som vunnit den första omgången men bara med drygt en tredjedel av rösterna, blivit godkänd av parlamentet med stöd av Kristdemokratiska partiet under ledning av den sittande presidenten Eduardo Frei Montalva försökte USA på olika sätt hindra honom från att tillträda som president.

## Resultat
| Kandidat         | Parti/Koalition       | Röster |
| Salvador Allende | Unidad Popular (UP)   | 36,61% |
| Jorge Alessandri | Partido Nacional (NP) | 35,27% |
| ---------------- | --------------------- | ------ |
| Radomiro Tomic   | Kristdemokraterna     | 28,11% |

Källa 
I valet fick Allende fick 36,6%, den konservative före detta presidenten Jorge Alessandri 35,2% och kristdemokraten Radomiro Tomic 28,1%. Andra källor nämner något skilda siffror.

## Kongressens godkännande
Ingen av kandidaterna fick alltså absolut majoritet; enligt 1925 års grundlag skulle då kongressen välja mellan de två kandidaterna som fått mest röster, Allende och Alessandri. De tre gånger sedan 1932 som samma situation hade inträffat, så hade kongressen helt enkelt valt kandidaten med flest röster. Till exempel hade Alessandri fått 31,6% i presidentvalet 1958 och då besegrat Allende.
Under denna period förde USA:s underrättelsetjänst CIA en aktiv kampanj mot Allendes bekräftelse av kongressen, däribland en intensifiering av CIA:s propagandakampanj för att skapa oro om Chiles framtid, med över 726 artiklar, sändningar och liknande. CIA försökte även utöva internationella ekonomiska påtryckningar mot Chile under denna period.
USA började också lägga grunden för en militärkupp i detta skede, som tillät landets ambassadör i Chile att knyta kontakter inom den chilenska armén.
Mellan valet 4 september och kongressens godkännande 24 oktober gjordes flera försök att hindra processen. Det mest spektakulära var kidnappningsförsöket och mordet på överbefälhavaren René Schneider den 22 oktober. CIA var inblandad i operationen och gav i efterhand gärningsmännen 35 000 dollar i "humanitärt stöd". Schneider hade uttryckt starkt motstånd mot en statskupp från militärens håll ifall Allende slutligen godkändes som president av kongressen. Hans enda förbehåll var att om den tillträdande regeringen skulle påbörja en förändring av grundlagen, vilket utmynnade i en kompromiss där Allende skrev under en försäkran att han, trots sin marxistiska övertygelse, skulle följa landets långlivade konstitutionella principer. Kristdemokraten Eduardo Frei Montalvas och Allendes informella överenskommelse, som efter ett par år ledde till delade vägar, ses som ett av motiven till landets konstitutionella kris 1973, som mynnade ut i militärkuppen den 11 september.
Mordet på Schneider väckte avsky hos många och fick till följd att sympatierna för Allende ökade, och han valdes slutligen av parlamentet 24 oktober med stöd av Freis kristdemokrater. Han var först tvungen att lova att respektera och följa den chilenska grundlagen. Den 26 oktober utnämnde president Eduardo Frei Montalva generalen Carlos Prats till ny överbefälhavare som ersättare för Rene Schneider.
| Kandidat         | Parti/Koalition       | Röster | %      |
| Salvador Allende | Unidad Popular        | 153    | 81,38% |
| ---------------- | --------------------- | ------ | ------ |
| Jorge Alessandri | oberoende konservativ | 35     | 18,62% |
| Blankröster      |                       | 7      |        |
| Totalt röster    |                       | 188    | 100%   |

Källa: 

## Åsikter om valet
Det finns i huvudsak två olika uppfattningar om valet 1970. De som var emot Allende pekar på att han bara fick 36,3% av rösterna, dvs en minoritet (relativ majoritet), och att det var en nedgång med 2,9% från resultatet i presidentvalet 1964. De som stödde honom framhåller istället att vänstern i Chile tillsammans fick en majoritet då kristdemokraten Radomiro Tomic hade gått till val på ett liknande program som Allende och fått 27,9%. Den konservative före detta presidenten Jorge Alessandri fick 35,8%.

## Inblandning från andra länder
Se även: Tidslinje.
USA hade i flera år bidragit med stöd till den chilenska högern. I valet 1964 hade CIA till exempel bidragit med mer än tre miljoner dollar för att förhindra en socialistisk eller kommunistisk kandidat från att segra, något som också lyckades.
Inför valet 1970 satsade CIA cirka en miljon dollar i kampanjer mot Allende. Det amerikanska telekommunikationsföretaget ITT gav åtminstone 350 000 dollar till Alessandri och andra amerikanska bolag bidrog med ungefär lika mycket. Den sovjetiska underrättelsetjänsten KGB stödde Allende med ett okänt belopp. Kuba gav 350 000 dollar till Allende.
Resultatet i folkomröstningen den 4 september gjorde att USA:s president Richard Nixon beordrade CIA att göra upp planer för att hindra Allende från att installeras som president. Den första planen, Spår I (Track I), bestod av "politiskt agerande", "propagandakampanjer" och "ekonomiska påtryckningar". Målet var i första hand att få Chiles avgående president, kristdemokraten Eduardo Frei Montalva, att övertala medlemmar i hans parti att rösta för Alessandri i kongressen. Det var meningen att Alessandri sedan skulle avgå och utlysa nyval. Eduardo Frei skulle då kunna ställa upp i valet (den chilenska grundlagen tillät inte en president att inneha två mandatperioder i följd) och, förmodade man, enkelt besegra Allende. Man upptäckte snart att denna plan inte skulle lyckas och man hoppades istället att åtgärderna skulle provocera fram en militärkupp. Spår I inkluderade medverkan från Frei, USA:s ambassadör i Chile Edward Korry, den så kallade 40-kommittén, CIA och Nixon-regeringen.
Den andra planen, Spår II (Track II), initierades av Nixon vid ett möte den 15 september med sin kronjurist John N. Mitchell, CIA-chefen Richard Helms och säkerhetsrådgivaren Henry Kissinger då han beordrade CIA att genom direkt samarbete med den chilenska armén organisera en militärkupp i Chile. Detta skulle göras utan inblandning från Frei, Korry och 40-kommittén; endast några få personer i Vita huset och CIA hade kännedom om Spår II. Det var vid detta möte Nixon bland annat gjorde uttalandet "Make the economy scream [in Chile to] prevent Allende from coming to power or to unseat him". CIA hade kontakt med två grupper som leddes av högt uppsatta militärer. Det ansågs nödvändigt att undanröja Chiles överbefälhavare René Schneider, som var av åsikten att militären inte borde blanda sig i politik och alltså motsatte sig en kupp. Denna inställning kom att kallas konstitutionalism eller Schneider-doktrinen, och övergavs definitivt 1973 när Allende störtades i militärkuppen.
Flera försök gjordes att kidnappa Schneider. En av grupperna, anförd av general Camilo Valenzuela, försedd med tårgasgranater från CIA, gjorde kidnappningsförsök den 19 och 20 oktober men dessa försök misslyckades. På morgonen den 22 oktober överlämnade CIA tre automatvapen till Valenzuelas grupp. Men gruppen hann inte göra ett tredje försök eftersom en annan av grupperna CIA hade kontakt med hann före: Schneider hamnade i bakhåll, drog vapen och sköts då ihjäl. Denna grupp leddes av general Roberto Viaux, som tidigare varit inblandad i ett kuppförsök mot kristdemokraterna 1969. CIA gav i efterhand kidnapparna 35 000 dollar, enligt Hinchey-rapporten "i ett försök att hålla den tidigare kontakten hemlig, behålla den goda viljan hos gruppen och av humanitära orsaker". Vapnen kom dock inte från den amerikanska underrättelsetjänsten. Både Viaux och Valenzuela dömdes för att ha försökt orsakat en kupp. Viaux dömdes även för kidnappning. Den 26 oktober utnämnde presidenten Eduardo Frei general Carlos Prats till ny överbefälhavare. Carlos Prats var liksom sin företrädare Schneider motståndare till militär inblandning i politiken.
Både Spår I och Spår II misslyckades, då mordet på Schneider gjorde att det chilenska folket och militären slöt upp bakom Salvador Allende. Kongressen röstade fram Allende 24 oktober och han installerades som president 3 november 1970.

### Misstankar mot Henry Kissinger
Den 10 september 2001 inledde René Schneiders familj en rättsprocess mot Henry Kissinger, där de anklagade Kissinger för att ha arrangerat mordet på Schneider. CIA-dokument har dock visat att USA bara hade avsett att Schneider skulle kidnappas, inte dödas. Inför Church-kommittén hade Kissinger 1975 sagt att han trodde Spår II avslutats 15 oktober och att han efter det datumet inte fått någon information från CIA om varken kupp-planer eller vapen till chilenska konspiratörer. Men CIA-ämbetsmän, däribland Thomas Karamessines, chef för CIA:s hemliga operationer, hävdade vid förhören tvärtom att CIA handlade före och efter 15 oktober med vetskap av och godkännande från Vita huset. Kissinger hade vid ett möte med Thomas Karamessines och general Alexander Haig den 15 oktober diskuterat Viauxs kupp. Det verkar inte som om man helt hade övergett planerna på en kupp genomförd av Viaux: "It was decided by those present that the Agency must get a message to Viaux warning him against any precipitate action. In essence our message was to state: 'We have reviewed your plans, and based on your information and ours, we come to the conclusion that your plans for a coup at this time cannot succeed. Failing, they may reduce your capabilities for the future. Preserve your assets. We will stay in touch. The time will come when you with all your other friends can do something. You will continue to have our support.' " (ur anteckningar från mötet 15 oktober.) Bandupptagningar från ett telefonsamtal visar att Kissinger senare samma dag sa till Nixon: "This looks hopeless. I turned it off. Nothing would be worse than an abortive coup." Presidenten svarade: "Just tell him to do nothing." CIA fortsatte ändå med förberedelser för en "Track II"-kupp – vapnen till Valenzuela överlämnades 22 oktober och pengar betalades ut till kidnapparna i efterhand, som nämnts ovan.